# Hexalectris fallax
Hexalectris fallax là một loài thực vật có hoa trong họ Lan. Loài này được M.I.Rodr. & R.González mô tả khoa học đầu tiên năm 2005.